# مثبطات الثرومبين المباشرة
مثبطات الثرومبين المباشرة هي فئة من الأدوية التي تكون بمثابة مضادات التخثر (تأخير تخثر الدم) عن طريق التثبيط المباشر لإنزيم الثرومبين (عامل II). بعضها يتم استخدامه في الإستخدامات السريرية، في حين أن البعض الآخر يخضع للتطوير السريري. ويتوقع أن العديد من هذه الأدوية من هذه الفئة سوف تحل محل الهيبارين (ومشتقاتها) والوارفارين في مختلف السيناريوهات السريرية .

## الأنواع
هي ثلاثة أنواع، حيث أنها تعتمد على تفاعلها مع جزيء الثرومبين.
النوع الأول :ثنائي التكافؤ يتكون من (هيرودين والنظير) حيث يرتبط كل من الجزيئين إلى الموقع النشط وإلى موقع آخر يتحكم بالموقع النشط عن بعد إما عن طريق إنزيم أو غيرها من البروتينات، في حين أن أحادي التكافؤ يرتبط فقط إلى الموقع النشط .النوع الثالث بدأ يكتسب أهمية في الأونة الأخيرة وهي مثبطات التفارغي .

### ثنائي التكافؤ
تم اكتشاف الهيرودين ومشتقاتها أصلا في Hirudo medicinalis
- هيرودين
- Bivalirud (تثبيط عابر - هو المشتق من قبل الثرومبين)
- Lepirudin
- Desirudin

### أحادي التكافؤ
يشمل:
- Argatroban
- Melagatran (الشكل الغير فعال ل ximelagatran)
- Dabigatran

### مثبطات التفارغي
الثرومبين يدل على مستوى عال من التنظيم التفارغي. وينظم التفارغ في الثرومبين من قبل الايكسوسايت 1 و2 وهو موقع آخر يتحكم بالموقع النشط عن بعد إما عن طريق إنزيم أو غيرها من البروتينات وأيضاً موقع ارتباط الصوديوم. وقد أظهرت مراجعة براءات الاختراع مؤخرا أن هناك توافق عام في الآراء بين الباحثين وهو أن مثبطات التفارغي قد توفر تخثر أكثر من regulatable anticoagulant. بعض من مثبطات التفارغي اكتشفت انها تشمل أبتامرات الحمض النووي  benzofuran dimers,، بنزوفيوران دايمر, بنزوفيوران ترايمر, وكذلك يغنينس البوليمرية. تم اكتشافه جديداً حيث أظهرآلية مزدوجة تتمثل في العمل من أجل مكافحة تجلط الدم. يظهر هذا SbO4L))تثبيط تفارغي من الثرومبين لالفيبرينوجين، مع توفير تثبيط تنافسي لتفاعل الثرومبين مع بروتين السكري Ibα (GPIbα) في الصفائح الدموية، وبالتالي منع الثرومبين وذلك بسبب تراكم الصفائح الدموية. ولكن، على الرغم من الاهتمام المتزايد والتقدم في التفارغ، لا يوجد أي من التفارغ في منع الثرومبين قد وصل إلى مرحلة التجارب السريرية.

## الاستخدامات
ثنائي التكافؤ يستخدم بشكل محدود في ظروف معينة، بحيث يشير وجود الهيبارين إلى متلازمة الشريان التاجي الحادة ("الذبحة الصدرية غير المستقرة")، ولكن لا يمكن استخدامها. رغم انها تعطى عن طريق الحقن (عن طريق الوريد، الحقن العضلي أو تحت الجلد)، فهي أقل ملاءمة للعلاج على المدى الطويل.
يستخدم Argatroban (فضلا عن hirudins) حيث يحفز الهيبارين إنتاج عدد قليل من الصفائح الدموية، ومن المضاعفات النادرة والخطيرة نسبيا من العلاج في الهيبارين بحيث تتطلب استخادم موانع تخثر الدم (ازدياد مخاطر تخثر الشراين والأوردة) ولكن ليس مع العوامل المشهورة من الهيبارين.
وأظهرت Ximelagatran فعالية جيدة مقارنة مع الوارفارين في العديد من التجارب في الوقاية والعلاج من الجلطة وكما thromboprophylaxis في الرجفان الأذيني. وقد توقفت التنمية من قبل الشركة المصنعة استرا زينيكا، بسبب تقارير تدل على وجود خلل في انزيم الكبد مما يؤدي إلى الفشل الكبدي. وقد أشارت الدراسات الحديثة إلى أن الدابغتران هو أكثر فعالية كعلاج (وقائي للثرومبين) من السكتة الدماغية في تحديد الرجفان الأذيني من الكومادين.

## المتابعة
لا يوجد دواء متاح على نطاق واسع من مثبطات الثرومبين المباشرة، بالمقارنة مع الوارفارين (INR) والهيبارين (APTT).ويستخدم الوقت اللازم لتخثرالدم، وإن لم يكن في الاستخدام السريري العام كالخيار الأنسب لعملية المتابعة والتأكد من استقرار حالة المريض.